# جون فرانسون
جون فرانسون (بالسويدية: Johan Fransson)‏ (و. 1985  م) هو لاعب هوكي الجليد سويدي، مركز لعبه هو مدافع.

## روابط خارجية
- جون فرانسون على موقع دوري الهوكي الوطني (الإنجليزية)
- جون فرانسون على موقع دوري الهوكي للقارات (الإنجليزية)
- جون فرانسون على موقع EliteProspects.com (الإنجليزية)
- جون فرانسون على موقع Eurohockey.com (الإنجليزية)
- جون فرانسون على موقع HockeyDB.com (الإنجليزية)
- جون فرانسون على موقع أوليمبيديا (الإنجليزية)
- جون فرانسون على موقع اللجنة الأولمبية السويدية (السويدية)